# 繆嬴
缪嬴（?—?），西周末期秦庄公的女儿。
前777年，秦庄公的次子秦襄公即位，当时西戎势力已经达到周朝的统治中心。秦襄公将妹妹缪嬴嫁给了居于周人故地丰邑附近的戎人首领丰王。前771年，犬戎克镐京，西周灭亡。次年，周平王以秦襄公为正式诸侯。